# Battaglia di Remagen
La battaglia di Remagen venne combattuta tra il 7 ed il 25 marzo del 1945, nelle fasi finali della seconda guerra mondiale sul Fronte occidentale.
La battaglia è importante soprattutto perché permise agli eserciti alleati di "accelerare" la fine del secondo conflitto mondiale - in Europa - in quanto il rapido e inatteso attraversamento del Reno aprì le porte della Germania nazista, favorendo il crollo del fronte occidentale tedesco. L'attraversamento fu effettuato dall'Esercito statunitense, mentre, a nord, vi era il Gruppo di Armate anglo-canadese.Il ponte era stato minato dall'esercito tedesco ma non saltò, probabilmente in seguito ad un accordo fra gli alti comandi. C'è anche chi ipotizza un complotto. In seguito al forzamento del Reno, durante ed immediatamente dopo la battaglia, circa 19 000 soldati della Wehrmacht si arresero o furono catturati dagli Alleati.
Lo scontro, durato 18 giorni, permise la cattura del ponte Ludendorff e di conseguenza l'invasione alleata della Germania, la quale si concluse con la resa della principale potenza dell'Asse.

## Battaglia

Mappa del Reno e delle sue sezioni

### Premesse
Nelle ultime fasi del secondo conflitto mondiale, gli Alleati dovevano superare il Reno - che, con una larghezza di un paio di centinaia di metri, proteggeva il cuore della Germania da una invasione, pur lasciando agli Alleati l'intero distretto industriale della Ruhr. Un tentativo, in questo senso, era stato fatto con l'operazione Market-Garden, che avrebbe dovuto superare il Waal, in cui confluisce il Reno (Paesi Bassi), aprendo l'intera pianura tedesca all'attacco dell'ala nord Alleata.
Fallita quest'opportunità, lo SHAEF decise di cambiare zona di penetrazione, spostando la propria attenzione sul medio Reno (evidenziato in giallo, nella carta a sinistra). Nel frattempo, i tedeschi avevano fatto esplodere alcuni ponti e minato i rimanenti, preparandosi all'estrema difesa del Reich. Al 1º marzo del 1945, dei 22 ponti stradali e dei 25 ferroviari esistenti, solo quattro ponti rimanevano intatti: il Ponte Hohenzollern, a Colonia (distrutto dai tedeschi il 6 marzo); l'Alte Rheinbrücke: un ponte sul Reno, a Bonn (fatto saltare dai tedeschi la mattina dell'8 marzo); e l'Urmitzer Eisenbahnbrücke: un ponte ferroviario ad Urmitz (distrutto anch'esso il 9 marzo); rimaneva solo il Ponte Ludendorff, a Remagen, che sarà successivamente catturato il 7 marzo.
Nella zona operava la First United States Army (Prima Armata) statunitense, con a sud la Terza Armata - comandata da Patton - in particolare, la 9th Armored Division aveva conquistato Colonia, ma rimaneva il problema delle numerose unità tedesche intrappolate ad est del Reno, che costituivano una minaccia per gli Alleati - e per "ripulire" la zona venne incaricata la 9th Armoured, con l'Operazione Lumberjack. Per rallentare l'avanzata alleata, i tedeschi avevano fatto saltare le dighe della Ruhr, ostacolando la Terza Armata. A questo si aggiunse l'ordine di Hitler, che proibì a von Rundstedt - a capo dell'Oberbefehlshaber West - di far ritirare quelle unità, ritenendo che servissero solo a ritardare l'inevitabile ed accompagnandolo con l'abituale ordine di "resistere sul posto".
Quando il livello dell'acqua si ristabilì ad una certa normalità, la Prima, la Terza e la Nona Armata statunitensi - avanzante dalle retrovie - disarticolarono le residue unità tedesche, facendo 280 000 prigionieri e con altri 120 000 tedeschi tra morti, feriti o dispersi.
Il ponte di Ludendorff, situato tra Coblenza e Bonn, era di estrema importanza per una decisiva svolta del conflitto - che terminò poco dopo la battaglia - in quanto collegava l'Europa occidentale alla Germania vera e propria.

### Ordine di battaglia

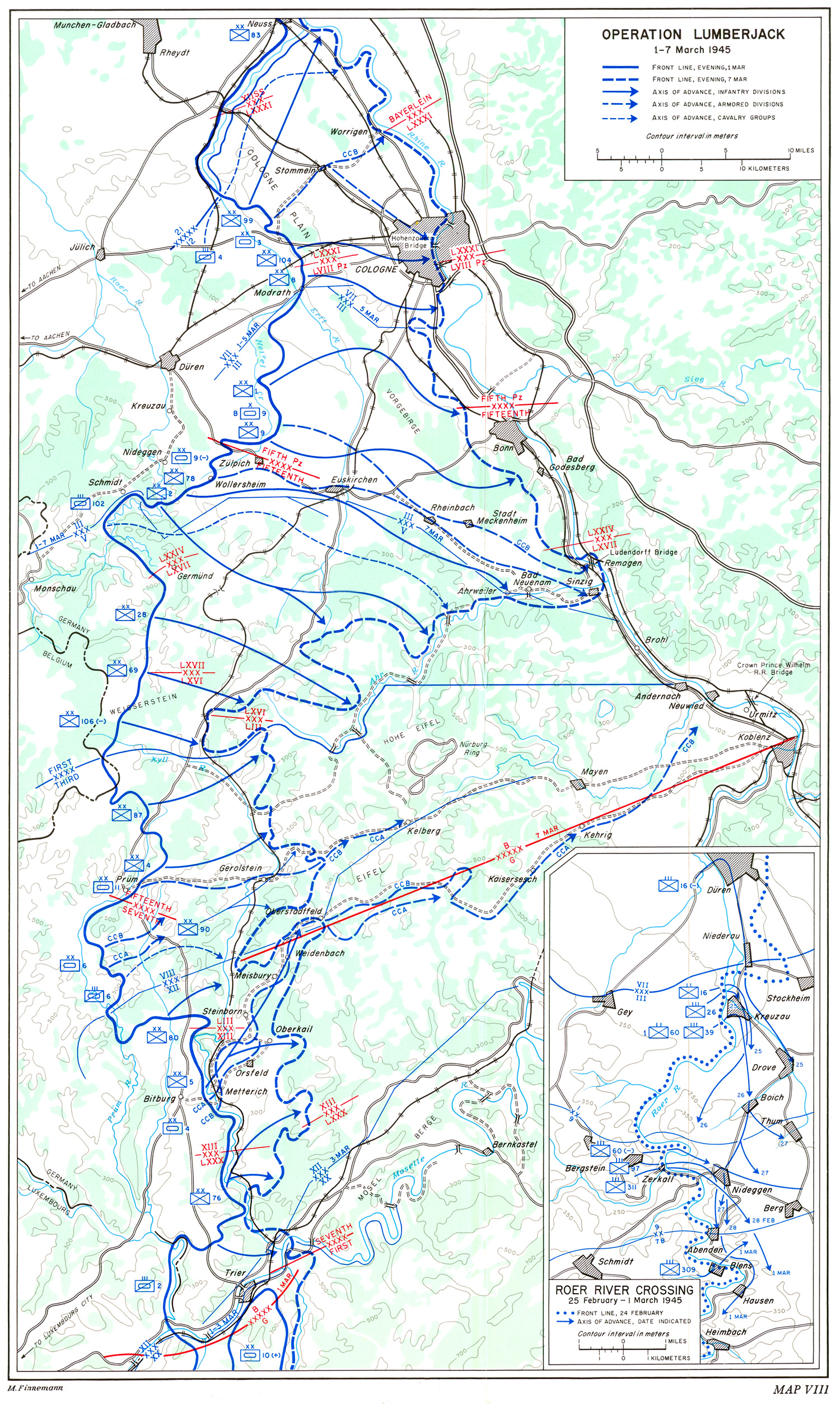
Operazione Lumberjack, 1–7 marzo 1945

L'ordine di battaglia dei due schieramenti è complicato in quanto molte unità passarono da un comando all'altro in base all'evolversi della situazione, durata quasi un mese, ed è desunto dalla mappa a destra. Molte delle unità tedesche erano divisioni solo di nome e corpi d'armata fantasma e senza rifornimenti fronteggiavano divisioni USA a pieni ranghi e ben rifornite.

#### Alleati
Da nord a sud
- 12th Army Group
  - 1st Army
    - XII Corps
      - 80th Infantry Division
      - 5th Infantry Division
      - 76th Infantry Division
      - 4th Armoured Cavalry Regiment

    - VII Corps
      - 99th Infantry Division
      - 104th Infantry Division
      - 8th Infantry Division

    - 5th Corps
      - 28th Infantry Division
      - 69th Infantry Division
      - 106th Infantry Division
      - 3rd Armored Division (?)

    - III Corps
      - 1st Infantry Division
      - 2nd Infantry Division
      - 9th Infantry Division
      - 78th Infantry Division
      - 9th Armored Division
        - Combat Command B (reparti inizialmente impegnati nella zona del ponte)
          - 14th Armoured Battaillon
          - 28th Mechanized Battaillon

  - 3rd Army (marginalmente)
    -       - 87th Infantry Division
      - 11th Infantry Division
      - 4th Armored Division

#### Tedeschi
Da nord a sud secondo le mappe
- Armeegruppe B
  - 5. Panzerarmee (tra Colonia e Bonn al 7 marzo)
    - LXXXI. Armeekorps
    - LVIII. Panzerkorps

  - 15. Armee (da Bonn a Coblenza il 7 marzo)
    - LIII. Armeekorps
    - LXXIV.Armeekorps
      - 272. Infanterie Division
      - 89. Infanterie Division
      - 277. Infanterie Division

    - LXVII. Armeekorps
    - LXVI. Armeekorps
- Armeegruppe G (impegnata marginalmente, fronteggiava la 3rd Army USA)
  - 7. Armee (poi trasferita allo Heeresgruppe B)
    - LII Korps
      - 26. Panzerdivision
      - 246. Volksgrenadier

    - XIII. Armeekorps
    - LXXX. Armeekorps

### Il manufatto
Questo ponte, essendo stato costruito per scopi militari - dal momento che la ferrovia alimentava lo sforzo bellico sul fronte francese -, aveva 4 grosse torri che non avevano una funzione strutturale: bensì, delimitavano e proteggevano un impalcato in acciaio sul quale correvano due linee ferroviarie e due passerelle pedonali all'esterno; anch'esse nate per scopi militari, le torri di guardia erano dotate di piazzole di tiro ed alloggiamenti per una forza pari ad un battaglione di fanteria. Le vie di accesso da est erano il tunnel che passava sotto la collina di Erpeler Lay sbucando praticamente sulla testata del ponte e la strada che costeggiava il Reno - oltre ad un paio di stradine montane. Il tunnel, al momento dell'attacco alleato, fungeva anche da ricovero per i civili oltre ad essere presidiato da soldati.

### Il passaggio del ponte

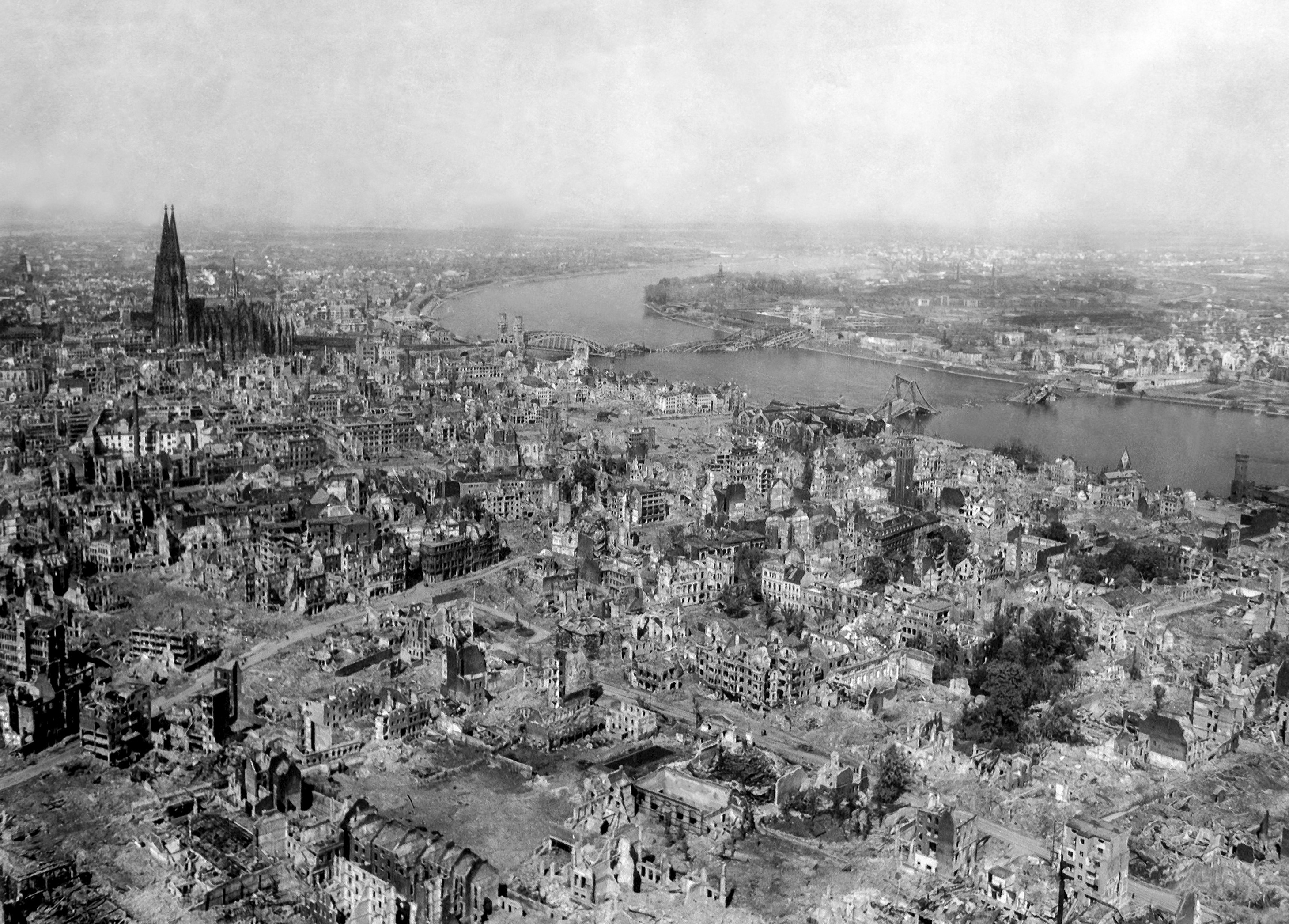
Il Hohenzollernbrücke (al centro) a Colonia distrutto il 1 marzo dai genieri tedeschi poco prima che arrivassero le truppe statunitensi.

#### Gli obbiettivi americani
Il generale Eisenhower aveva dato ai suoi comandanti una certa flessibilità nello scegliere in quale zona attraversare il Reno, posto che riuscissero ad impossessarsi di ponti intatti, cercando di trovare un punto di attraversamento che desse accesso a più strade primarie dall'altra parte, in modo da non costituire un collo di bottiglia. In linea di massima, lo SHAEF aveva designato la zona a nord della Ruhr (per i britannici) e il corridoio Francoforte sul Meno-Kassel come i due principali assi di avanzata - e, per quest'ultimo, il 12th Army Group USA aveva chiesto alla 1st Army di individuare due punti di attraversamento: uno tra Colonia e Bonn e l'altro tra Andernach e Coblenza, che fossero in grado di sfruttare la rete autostradale tedesca ed evitare le zone più accidentate del territorio.
Le unità corazzate Alleate avanzarono e conquistando Bonn, con a sud la 9th Armoured - che si muoveva velocemente - e Colonia, dove la 3th Armoured arrivò poche ore dopo, quando il ponte sul Reno era già esploso.
Poco più a monte del ponte di Remagen si trovava la confluenza del fiume Ahr, che creava una turbolenza a valle - in corrispondenza del ponte (il fiume è largo 270 metri) - questo rendeva difficile la messa in opera di pontoni e l'eventuale distruzione del ponte avrebbe costituito un'ulteriore difficoltà; vi erano pochissime strade di accesso ad est, poiché - oltre alla strada del ponte e al percorso ferroviario - vi erano solo due sentieri di montagna, facili da bloccare: perciò, gli Alleati non lo ritenevano un obbiettivo preferenziale.
Proprio il fiume Ahr era la linea di giunzione tra la Prima Armata e la Terza armata USA ed il III corpo d'armata, che - dopo l'offensiva delle Ardenne - era stato posto alle dipendenze della 1st Army; aveva il compito -avanzando dalla Ruhr ed in posizione arretrata rispetto al VII Corpo - di ricongiungersi con le truppe di Patton.
L'obbiettivo iniziale dell'operazione Lumberjack era quello di "ripulire" la sponda ovest del Reno dalle residue truppe tedesche, e preparare i siti più idonei per l'utilizzo di esplosivi, presupponendo che non ci sarebbero stati ponti esistenti scampati alla distruzione dei tedeschi. Quindi, il XII Corpo (il più avanzato) avrebbe avuto il compito di arrivare al Reno con la 1st Infantry Division, a nord di Bonn; la 9th Armoured Division, verso Bonn - con uno dei tre Combat Command della divisione lanciato tra Bonn e l'Ahr, e una più piccola colonna sul fianco a sud affiancata dalla 78th Infantry Division, diretta verso l'Ahr e la Terza Armata.

#### La situazione tedesca

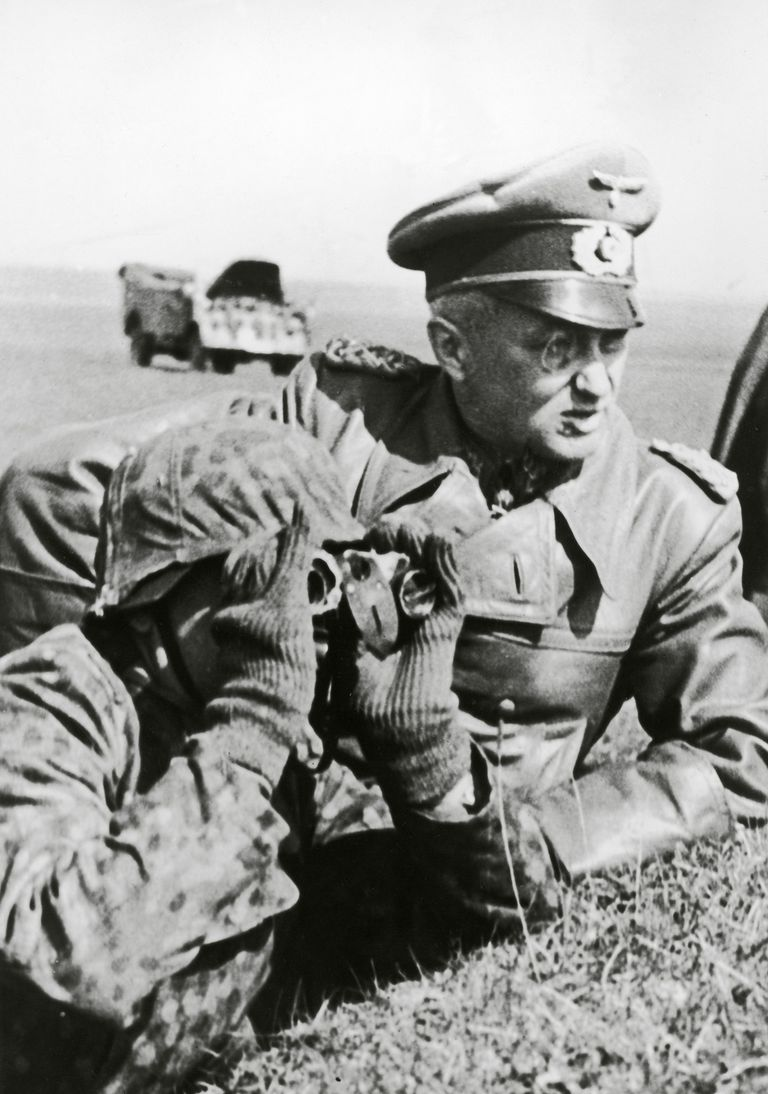
Il generale Model al fronte.

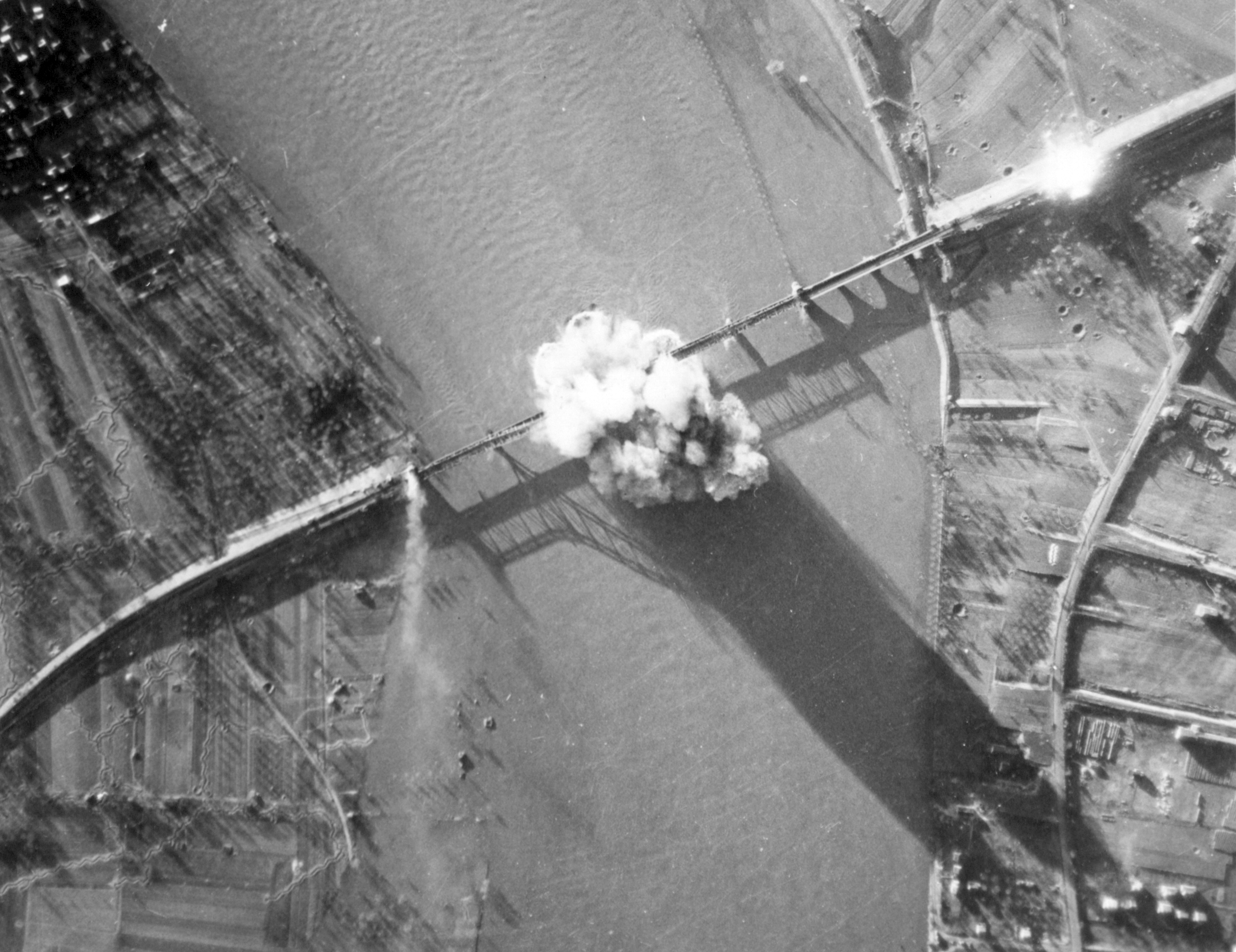
Il Kronprinz-Wilhelm-Brücke ad Urmitz, sotto un bombardamento Alleato nel 1945 (poco prima della sua distruzione).

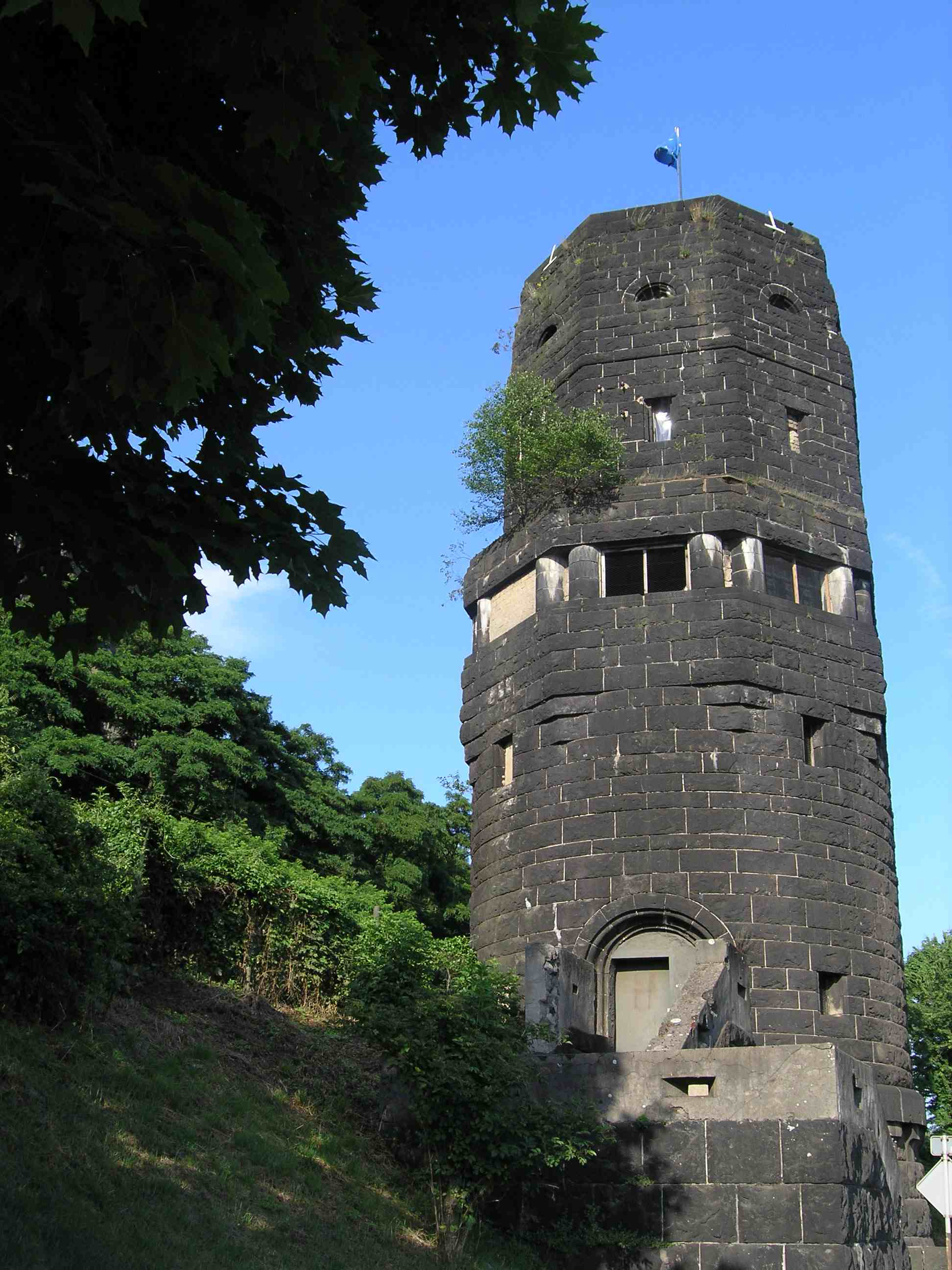
Una delle torri di guardia all'estremità del ponte, che avrebbe dovuto contribuire alla difesa ravvicinata.

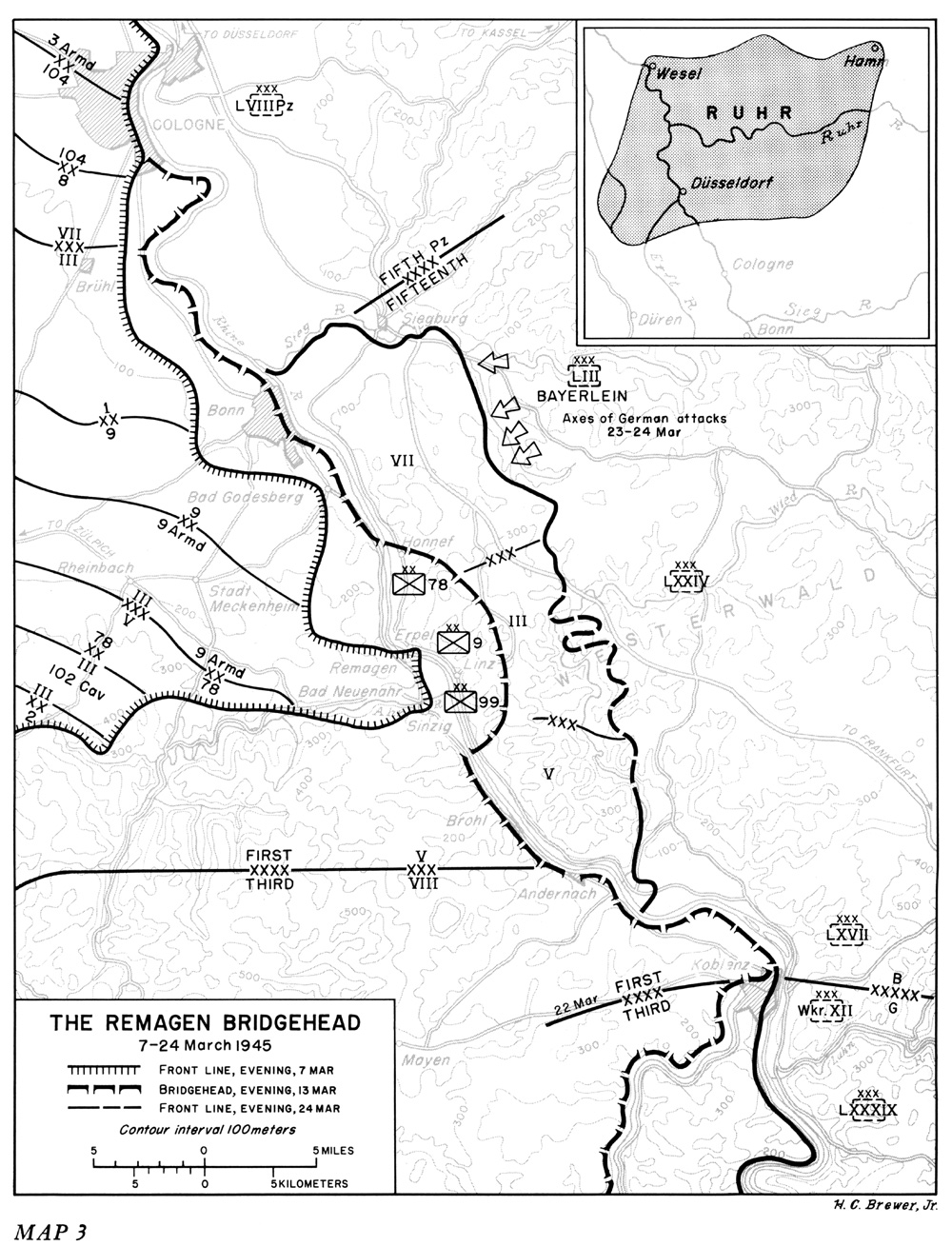
Mappa del settore di fronte presidiato dalla 15. Armee di von Zangen (dalla linea di giunzione con le XXXX a demarcare il settore della 5. Panzerarmee a nord); di fronte ad esso la 1st Army USA che dopo il passaggio del fiume aveva i suoi corpi d'armata in linea: dall'alto, il VII, il III e il V. A fronteggiarli il 24 marzo c'erano il LIII. Korps di Bayerlein, il LXXIV e poco più a sud il LXVII. Korps trasferito dal Gruppo di armate G al B ed assegnato alla 15. Armee.

Dall'altra parte, i tedeschi avevano una notevole confusione nella catena di comando. Le unità combattenti dell'Heer rispondevano all'Oberkommando der Wehrmacht, ma le unità della riserva dipendevano dai distretti militari, i Wehrkreise: le unità delle SS al comando delle Waffen SS - e le unità terrestri della Luftwaffe (cosiccome la contraerea) dipendevano dall'Oberkommando der Luftwaffe.
Remagen era il punto di cerniera tra la 5. Panzerarmee (Quinta Armata Corazzata tedesca) e la 15. Armee del generale Gustav Von Zangen, ed il fronte fluido non favoriva la coordinazione territoriale. Von Zangen, comandante della 15. Armee da prima dello sbarco in Normandia, era stato protagonista di una ritirata tanto brillante quanto fortunata che gli aveva permesso di salvare i resti della sua armata intrappolati ad est della Schelda, nell'imminenza dell'operazione Market-Garden - e proprio le sue unità avevano contribuito a ritardare l'avanzata del XXX Corpo britannico, facendo fallire l'attraversamento del Waal fino ad Arnhem; adesso, riteneva che gli Alleati, traversato il Ruhr e puntato su Euskirchen, avrebbero sfruttato l'ampia valle in cui si trova la città di Rheinbach - poco a nord dell'Ahr - per raggiungere il Reno proprio a Remagen "come l'acqua che scende da una collina", riportando l'espressione con cui riferì al comandante del Gruppo di armate B Walter Model - a cui appartenevano la 5. Panzerarmee e la 15. Armee. Model, invece, credeva che lo scopo del III Corpo USA fosse Bonn e voleva rinforzare la città con la 11. Panzer-Division, che si stava ritirando dai pressi di Colonia.
In quel momento, il ponte Ludendorff non era utilizzato come ponte ferroviario, ma ricoperto di tavole di legno e utilizzato da convogli ruotati come vitale arteria dei rifornimenti proprio per la 15. Armee di von Zangen - che chiese, per proteggere il ponte, di ritirare i due LXVI e LXVII Armeekorps dall'Eifel (dove combattevano), difendendo la zona secondo gli ordini di Hitler, ma rischiando di rimanere imbottigliati dall'avanzata della 1st Army USA; a quel punto, sarebbe stato il LVIV Korps di Püchler, ridotto ai rimasugli di tre divisioni e spezzato in due dall'avanzata del III Corps USA più a nord, a difendere Bonn.
Mentre la Terza Armata USA faceva a pezzi i resti della 7. Armee del generale Felber, ridotta dalle dieci divisioni di organico ai resti di due (26. Panzerdivision, vicino a Bitburg; 246. Volksgrenadier) spingendo, quindi, i resti verso il Reno, la stessa 7. Armee venne trasferita dal Gruppo di Armate G al Gruppo di Armate B, sotto Model ed affiancata alla 15. Armee di von Zangen.
Il Combat Command B della 4th Armoured Division USA penetrava in profondità, costringendo Model - che si rendeva conto della manovra americana dalle intercettazioni radio - a fare una nuova scelta: spostare i resti del LII Korps dalla 7. Armee e porli sotto il comando di von Zangen, mentre ci si preparava a gestire delle teste di ponte a Bonn e Remagen - che avrebbero dovuto sostenere le truppe tedesche stanziate ad ovest del Reno; poiché, però, le due teste di ponte avrebbero dovuto essere gestite dall'appena trasferito LII Korps, il suo successore arrivò al comando senza essere stato informato della situazione a Bonn e Remagen, il che non migliorò la capacità di valutazione tattica del comando tedesco.
Nonostante tutto, i tedeschi tentarono di contrattaccare: all'avanzata del III Corps USA, i contrattacchi portati dalla 272., 89. e 277. Division avrebbero dovuto ritardare il cammino nella valle dell'Ahr, ma erano abbastanza dissanguate e solo il maltempo impedì ai cacciabombardieri Alleati di gettare il loro peso nella battaglia e peggiorare ulteriormente la situazione per i tedeschi.
A quel punto, oltre al ponte Ludendorff, era rimasto operativo solo il ponte ferroviario ad Urmitz - con due arcate già demolite, ma attraversate da passerelle per il traffico veicolare, ed anche quello venne fatto saltare il 9 marzo - dopo che, comunque, gli Americani avevano deciso di costruire un nuovo ponte Bailey altrove. I reparti tedeschi erano pressati dagli americani ma anche da una ridda di ordini spesso frammentari e contraddittori, con reparti che arretrando per non essere distrutti finivano per cambiare zona di operazioni passando di fatto da un settore operativo all'altro; in questo caso spesso gli ordini prendevano atto della situazione di fatto, se dati dai comandi di settore, o andavano nella direzione opposta se venivano dall'OKW o direttamente da un Hitler che era completamente scollegato dalla realtà dei fatti.
Nello specifico settore di Remagen c'era una varietà di comandi facenti riferimento alle varie componenti della Wehrmacht, a volte in competizione; addirittura il comandante della "area di combattimento di Remagen", capitano Willi Bratge, poteva avere il comando di tutte le truppe in zona "ma solo in caso di emergenza", mentre il capitano dei genieri Karl Friesenhahn era il "comandante tecnico" o "del ponte", ma un altro ancora (della Luftwaffe) comandava le batterie antiaeree nei dintorni; ma non era finita: le truppe appartenenti alla Volkssturm erano sotto il comando dei locali ufficiali del partito nazista, e la difesa dei ponti era di competenza del Wehrkreis territoriale e le truppe gestite dal Wehrkreis (per esempio i reparti di complemento, i feldersatz) erano subordinati alle Waffen SS che non dipendevano dallo OKW, anche se con l'avvicinarsi del fronte alla zona il comando di queste avrebbe dovuto passare ai gruppi d'armate della Wehrmacht; questa situazione era in essere a praticamente ogni livello di reparto delle truppe al fronte ed unita alle difficoltà delle comunicazioni di fatto abbandonava i reparti minori a loro stessi.
Se a questo si aggiungeva la differenza di vedute tra i comandanti, come per esempio tra Model e von Zangen sul reale obbiettivo del III Corpo USA, le cose peggioravano ulteriormente. Ad esempio il generale Botsch, nominato comandante di una divisione di Volksgrenadier nell'area di Bonn - Remagen, spese i primi giorni di marzo in un andirvieni tra il quartier generale di Model e quello di von Zangen per capire come far funzionare il suo comando e questionando con il comandante locale a Bonn, maggior generale von Bothmer su chi avesse il comando in città. Come risultato, quando Botsch iniziava ad avere una idea dei complessi rapporti tra gli enti e le unità sul territorio, ed era l'unico che avrebbe potuto sfruttarle per migliorare le difese a Remagen, venne inviato a sostituire il comandante del LIII. Korps catturato dagli americani, e sostituito proprio da von Bothmer.
Comunque a quel punto von Zangen prese atto del vuoto di reale potere sulla testa di ponte a Remagen, ed oltre ad ordinare al generale Hitzfeld, in quel momento comandante del LXVII. Armeekorps, di contrattaccare per bloccare le unità avanzanti nella valle dell'Ahr e da Rheinbach e contemporaneamente gli affidò la responsabilità sul ponte; Hitzfeld però con le unità sparse a oltre quaranta km dal Reno e disorganizzate, non solo non poteva effettuare il contrattacco ma neanche aveva unità da inviare a Remagen; quindi inviò il suo aiutante, maggiore Scheller con una radio e otto uomini ad assumere il comando lì ed organizzare una difesa, oltre che eventualmente la demolizione; un ulteriore colpo arrivò dalla separazione di Scheller dal suo uomo radio, e dopo un avventuroso viaggio al buio e quasi senza carburante, alle 11:00 del 7 marzo il maggiore arrivò al ponte; in queste condizioni, il Combat Command A della 9th Armoured Division si avvicinava a Remagen da nord, a non più di 15 km.

#### L'arrivo al ponte

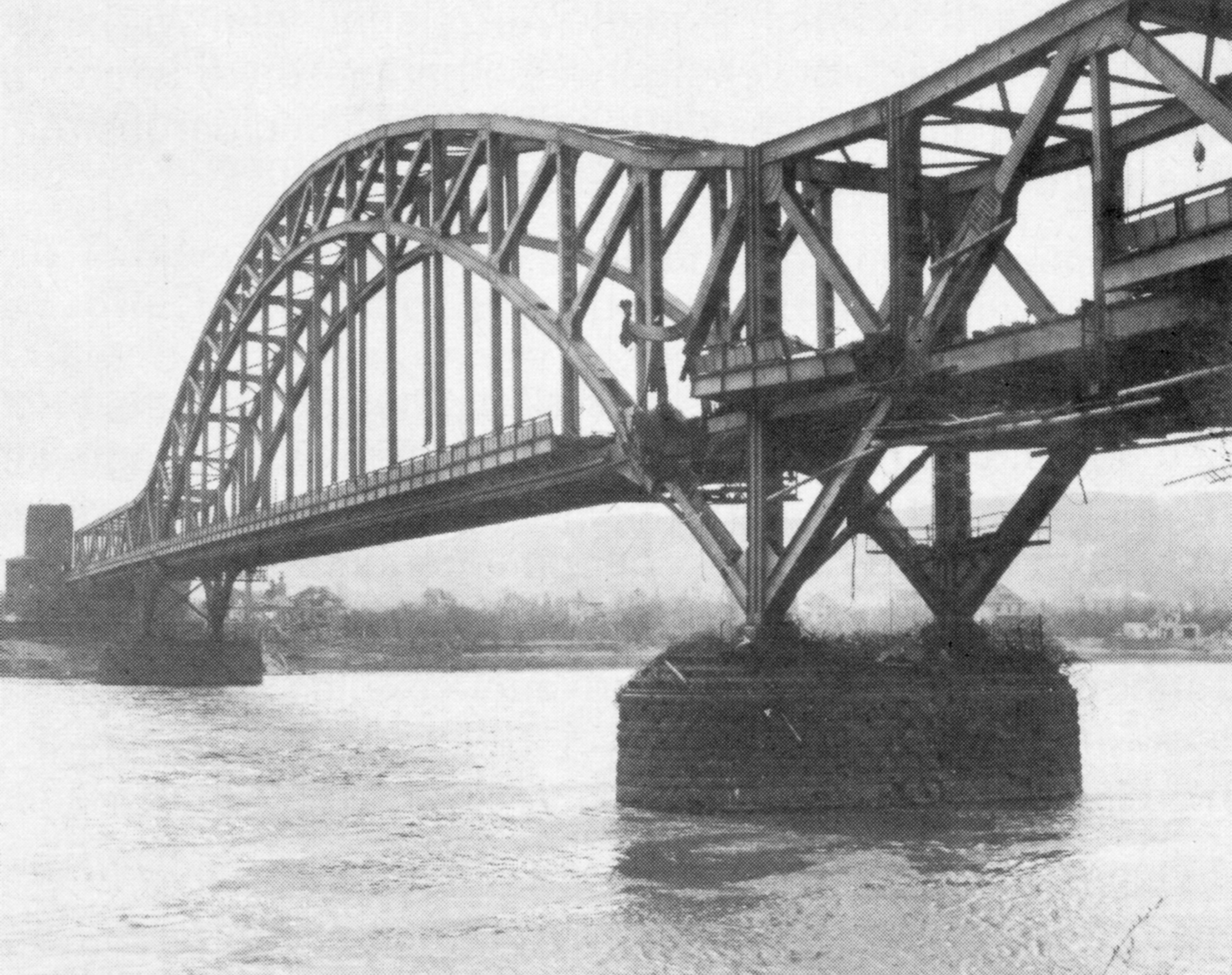
Il ponte di Ludendorff nel marzo 1945, dopo la conquista alleata: sono visibili, vicino al pilone centrale, i danni causati dalle esplosioni

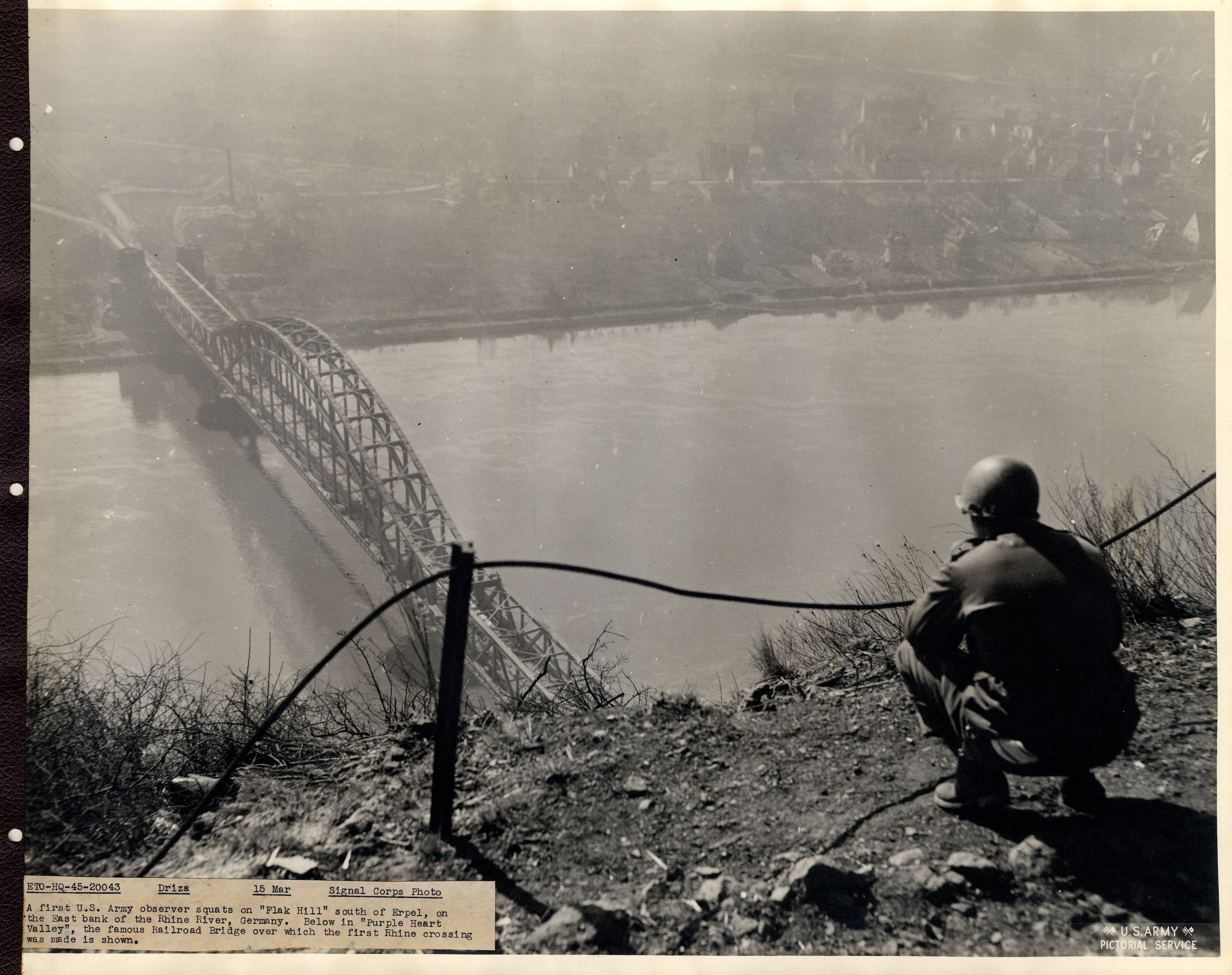
Il soldato Dan Feltner della compagnia C., 656th Tank Destroyer Battalion, guarda il ponte Ludendorff dalla cima della Erpeler Ley

Il Combat Command B della 9th Armoured Division  che aveva preso Bonn pochi chilometri più a nord aveva distaccato una task force per coseggiare il Reno e congiungersi alla 3rd Army. Questa task force era composta dal 14th Armoured Battaillon, un battaglione corazzato aggregato momentaneamente alla divisione, dal 27th Armoured Infantry Battaillon, di fanteria meccanizzata, e da altre unità minori compresa la C Troop del 89th Reconnaissance Squadron equipaggiato con M8 Greyhound ed M3 Half-track; alle 12:56 una squadra dell'89th Squadron riuscì ad arrivare su una collina a nord di Remagen e scoprì che il ponte era ancora intatto..
Quando l'Esercito statunitense, affiancato alle truppe belghe, penetrò a Remagen tentando di conquistare il ponte, per poter attraversare il fiume Reno - potendo, quindi, continuare la sua avanzata -, le truppe tedesche si adoperarono per farlo saltare; durante l'avanzata statunitense si ebbero due esplosioni: una, che "scosse l'intera cittadina", nel terrapieno collegante la strada d'accesso alla piattaforma del ponte ed immediatamente dopo una a due terzi della carreggiata. Il ponte non crollò e l'avanzata proseguì.
I soldati alleati sul ponte poterono vedere gli omologhi tedeschi operare per realizzare una terza esplosione - che, forse a causa di una pallottola vagante che aveva tranciato un cavo, non si verificò.
A questo punto, il cancelliere del III Reich Adolf Hitler ordinò al generale SS Hans Kammler di distruggere il ponte bombardandolo con razzi V2 non appena le truppe al comando del generale Erich Brandenberger avessero raggiunto la sponda orientale del fiume; tuttavia, i bombardamenti non bastarono a distruggere il ponte, costringendo le unità naziste a ritirarsi. Prima che gli Alleati raggiungessero il nemico, disinnescarono un filo collegato ad una bomba inesplosa, contenente oltre 250 kg di dinamite.

#### La difesa statunitense
Dopo la perdita del ponte le forze tedesche lanciarono una serie di contrattacchi per eliminare la testa di ponte prima che potesse consolidarsi, ostacolati dalla già accennata confusione nella catena di comando (ai genieri locali, a titolo di esempio, giunsero ordini contraddittori che avrebbero loro imposto di operare sia come normale fanteria, per collaborare alla ripresa del ponte, sia di farlo nel loro ramo, per farlo saltare), dalla relativa debolezza delle forze presenti in zona (che oltretutto dovevano anche curare l'evacuazione ordinata delle truppe ancora a ovest del Reno in altre sezioni del fiume, sotto grande pressione alleata) e dalla generale disorganizzazione dell'esercito (lungo il Reno le mappe della Wehrmacht segnavano "divisioni in zone in cui non c'era nemmeno più un reggimento") e alla sua mancanza di rifornimenti, oltre alla accanita resistenza alleata (nelle prime 24 ore attraversarono il ponte circa 8 000 uomini.
Il crollo del ponte avvenne soltanto successivamente, dopo un afflusso di fanti e veicoli corazzati: gli attacchi V2 (11, unica occasione nella guerra nella quale quest'arma fu utilizzata in senso tattico e non strategico), di bombardamenti di artiglieria (tra il quali un Karl-Gerät da 600mm) e aerei (quasi 400, che si scontrarono contro circa 700 pezzi di artiglieria contraerea, il più alto concentramento della seconda guerra mondiale, e 50 palloni frenanti) e di missioni di uomini rana non andarono a buon fine. Fu nel pomeriggio del 17 marzo che la struttura, mal stabilizzata (malgrado i lavori del genio militare), collassò, causando la morte di 28 soldati statunitensi e il ferimento di altri 66. Nel frattempo, erano stati costruiti 8 ponti provvisori nella zona.

### Perdite
(Il Cancelliere del III Reich, dittatore della Germania e fondatore del Nazionalsocialismo Adolf Hitler, sollevando Gerd von Rundstedt dall'incarico di Oberbefehlshaber West)
Al termine della battaglia, si contarono circa 990 morti tra l'esercito statunitense e l'Armata belga; la Wehrmacht riportò un numero indefinito di perdite tra morti e feriti, ma la stima dell'epoca conferma che almeno 19 000 soldati tedeschi furono catturati dagli Alleati.

## Conseguenze

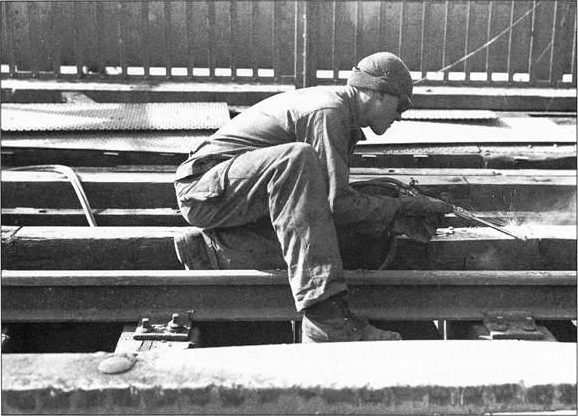
Un saldatore del 1058th Bridge Construction and Repair Group ripara il ponte Ludendorff dopo la sua cattura

La notizia dell'attraversamento del ponte di Ludendorff ottenne immediatamente l'attenzione di tutto il mondo - ne fu informato lo stesso Dwight David Eisenhower, il quale dovette decidere come affrontare la cosa: la zona di Remagen, collinosa, mal si prestava allo sfruttamento della testa di ponte; lo SHAEF, inizialmente, proibì avanzate superiori ai 10 chilometri (attestandosi non oltre la linea autostrada Colonia-Francoforte), in attesa del previsto (23 marzo, Operazione Plunder) sfondamento del Reno a nord - da parte delle truppe di Bernard Montgomery. Il responsabile delle operazioni (G-3) Harold Bull disse a Omar Bradley, comandante del Gruppo di Armate B, che una testa di ponte «non serve, se non rientra nei piani», ottenendo la risposta «All'inferno tutti i piani! [...] Cosa diavolo vorresti: che tornassimo indietro e lo facessimo saltare noi?».
Da Washington, il presidente Franklin D. Roosevelt disse che, se fosse stato al comando della testa di ponte, il primo ordine che avrebbe dato sarebbe stato a Montgomery, "per farlo muovere". Omar Bradley aveva nel frattempo già ordinato a Courtney Hodges - il comandante della 1st Army - di sfruttare la testa di ponte "con tutti i mezzi"; infine, Eisenhower (in comunicazione telefonica), con Bradley, gli riportò le seguenti parole:
(Dwight David Eisenower ad Omar Bradley)
Walter Bedell Smith, Capo di stato maggiore di Eisenhower, disse che il ponte valeva «tanto oro quanto pesava». La Associated Press riferì che la sua cattura significava un risparmio in perdite umane di 5 000 morti e 10 000 feriti.
Dopo la battaglia, la notizia raggiunse anche il Führerbunker della Cancelleria di Hitler, la cui collera si scatenò immediatamente: il feldmaresciallo Gerd von Rundstedt venne sollevato dalla carica di Oberbefehlshaber West e sostituito dal generale Albert Kesselring - richiamato dal fronte italiano. Tra i responsabili in zona di operazioni, il Generalmajor Richard von Bothmer, comandante di zona dal 14 febbraio, si suicidò l'8 marzo, mentre tre maggiori e un tenente vennero fucilati, oltre ad un capitano condannato a morte in contumacia, per aver abbandonato il luogo e aver agito "in maniera irresponsabile e codarda". L'ipotesi che la cattura del ponte sia avvenuta per codardia o tradimento ebbe una certa diffusione in Germania anche dopo la guerra, ma viene scartata dalla storiografia contemporanea.
Nonostante sia stata efficace ed estremamente utile nell'avanzamento del secondo conflitto mondiale, la battaglia di Remagen non costituisce una svolta decisiva nell'ambito dell'offensiva alleata contro le forze dell'Asse. Tuttavia, l'evento è comunque considerato uno dei più decisivi della Seconda guerra mondiale in quanto contribuì all'accelerazione dell'intero sforzo bellico - dopo l'offensiva delle Ardenne, avvenuta due mesi prima.
Ad oggi, la torre sulla riva occidentale del Reno, dalla parte di Remagen, è stata riconvertita in un museo dedicato alle vittime della battaglia - e alla pace. Ogni anno il museo, a detta del direttore Kurt Kleemann, è visitato da 25 000 persone, per un terzo americani. Il ponte, nel suo complesso, non è stato ricostruito e la linea ferroviaria riposizionata altrove.

## Nella cultura di massa
- Gli eventi della battaglia sono narrati nel film di guerra del 1969 Il ponte di Remagen, diretto da John Guillermin.
- La battaglia di Remagen viene citata nel videogioco sparatutto in prima persona della Sledgehammer Games Call of Duty: World War II (2017) nel quale è necessario conquistarlo, avanzando con il Primo plotone statunitense - a sua volta parte della 1st Army.

### Esplicative
1. ↑  27. Btgl. Fanteria della 9. Div. corazzata 
 52. Btgl. Fanteria della 9. Div. corazzata 
 10. Btgl. Carri della 9. Div. corazzata 
 47. Regg. della 9 Div. Fanteria 
 1. Btgl. del 60. Regg. della 9. Div. Fanteria
 311. Regg. della 78. Div. Fanteria
 1. e 2. Btgl del 310. Regg della 78. Div. Fanteria 
 Compagnia C del 656. Brgl. anticarro 
 Gruppo C del 98. Squadrone esploratori 
 Un plotone della Compagnia B del 9. Btgl. genio corazzato 
 Una batteria e mezza del 482. Btgl. A.A.A.
 Ken Hechler, Il ponte di Remagen, Verona, Arnoldo Mondadori Editore, 1966,  p. 154.